# Biotopo Monte Barco
Il Biotopo Monte Barco è un'area naturale protetta del Trentino-Alto Adige istituita nel 1990.
Occupa una superficie di 91,88 ha su un altipiano ricoperto di boschi nel comune di Albiano, in Provincia autonoma di Trento.